# Zé António
Zé António (* 14. März 1977 in Torres Vedras; eigentlich José António dos Santos Silva) ist ein ehemaliger portugiesischer Fußballspieler.

## Laufbahn
Die Laufbahn von Zé António begann beim SC União Torreense. Den Sprung in den Profikader schaffte er in der Saison 94/95 als 17-Jähriger. Zu diesem Zeitpunkt spielte der SC União Torreense in der 2. portugiesischen Liga.
In der Saison 98/99 einigte er sich mit dem FC Porto auf einen Mehrjahresvertrag und wechselte in die nordportugiesische Hafenstadt. Dort schaffte er jedoch nicht den Sprung in die Mannschaft und wurde deshalb zu Leca FC verliehen. Er kehrte zur Saison 1999/2000 zum FC Porto zurück, wo ihm erneut nicht der sportliche Durchbruch gelang. Er wurde daraufhin zunächst zum portugiesischen Erstligisten FC Alverca ausgeliehen, bevor er zur Saison 2001/02 fest dorthin wechselte. Am Saisonende stieg der FC Alverca ab. Zé António ging danach zum Varzim SC 1915, aber auch dieser Club stieg am Saisonende in die 2. Liga ab. Auf der Suche nach einem neuen Arbeitgeber fand er sich schließlich zur Saison 03/04 bei Académica Coimbra in der 1. portugiesischen Liga wieder.
Dort spielte er bis zum Sommer 2005, denn dann sicherte sich Borussia Mönchengladbach die Dienste des Innenverteidigers und statteten ihn mit einem Vertrag bis 2007 aus. Im September 2006 verlängerte Zé António den Vertrag mit Borussia Mönchengladbach vorzeitig bis 2009. Kurz danach wurde er zum ersten Mal in den Kader für die Portugiesische Fußballnationalmannschaft berufen, er kam jedoch in den beiden  EM-Qualifikationsspielen am 7. Oktober gegen Aserbaidschan und am 11. Oktober in Polen nicht zum Einsatz.
Nach dem Abstieg der Borussia im Sommer 2007 gab Zé António bekannt, in Zukunft nicht mehr für die „Fohlen“ spielen zu wollen. Somit war klar, dass zu den 64 Bundesligaspielen, die Zé António bis dahin für Mönchengladbach bestritt, keine weiteren hinzukommen würden.
Da die Suche nach einem neuen Verein zunächst ohne Ergebnis blieb, trainierte Zé António bis zur Winterpause bei den Mönchengladbacher Amateuren mit, um sich auch weiterhin fit zu halten. Am 11. Januar 2008 wechselte er dann schließlich für ein halbes Jahr auf Leihbasis zum türkischen Erstligisten Vestel Manisaspor. Nach einer 1:2-Heimniederlage gegen Kasımpaşa Istanbul stand Manisaspor bereits einen Spieltag vor Saisonende als Absteiger fest. Somit musste Zé António schon den vierten Abstieg in seiner Profikarriere hinnehmen.
Am 26. Juni 2008 gab Borussia Mönchengladbach, wo Zé António noch einen laufenden Kontrakt bis Ende Juni 2009 besaß, die vorzeitige Vertragsauflösung bekannt. Einen Tag später unterschrieb der Abwehrspieler einen Zweijahresvertrag beim spanischen Erstligisten Racing Santander. Seit 2010 spielte Zé António für den portugiesischen Verein União Leiria. Im Oktober 2011 absolvierte er als Testspieler Trainingseinheiten beim deutschen Zweitligisten FC Ingolstadt. In der Saison 2011/12 geriet Leiria in finanzielle Probleme und Zé António kam nicht mehr zum Einsatz. Im Sommer 2012 wechselte er zur zweiten Mannschaft des FC Porto. Dort blieb er bis zu seinem Karriereende 2015.

## Persönliches
Zé António ist mit Martha verheiratet. Er lebt mit ihr, seiner Tochter und seinem Sohn zusammen.